# Artemia
Artemia Leach, 1819 è un genere di crostacei, l'unico facente parte della famiglia Artemiidae, la sua morfologia è cambiata poco dal periodo triassico. Il primo dato storico dell'esistenza di Artemia risale alla prima metà del X secolo d.C. dal lago Urmia, in Iran, con un esempio chiamato da un geografo iraniano un "cane acquatico", [2] sebbene il primo record inequivocabile sia la citazione con disegni di Schlösser nel 1757 in Inghilterra.
Le popolazioni di Artemia si trovano in tutto il mondo, nei laghi interni di acqua salata, ma non negli oceani. L'Artemia è in grado di evitare la convivenza con la maggior parte dei predatori, come i pesci, grazie alla loro capacità di vivere in acque ad altissima salinità (fino al 25%).
La capacità dell'Artemia di produrre uova dormienti, note come cisti, ha portato a un ampio uso dell'Artemia nell'acquacoltura. Le cisti possono essere conservate per lunghi periodi e schiuse su richiesta per fornire una forma conveniente di mangime vivo per pesci e crostacei larvali. Ogni anno vengono commercializzate in tutto il mondo oltre 2 000 tonnellate di cisti di Artemia essiccate. Inoltre, la resilienza di Artemia li rende animali ideali per i test di tossicità biologica ed è diventato un organismo modello utilizzato per testare la tossicità delle sostanze chimiche. 
Le Artemia in acquacoltura vengono chiamate anche "sea monkeys" e "sea dragons"
Esistono 12 tipi di Artemia:

## Specie
- Artemia franciscana
- Artemia gracilis
- Artemia monica
- Artemia parartemia
- Artemia parthenogenetica
- Artemia persimilis
- Artemia pollicaris
- Artemia salina
- Artemia sinica
- Artemia tibetiana
- Artemia tunesiana
- Artemia urmiana